# Jason Bourdouxhe
Jason Bourdouxhe (Fléron, 11 april 1991) is een Belgisch voetballer die doorgaans als middenvelder speelt, maar ook inzetbaar is als verdediger.

## Carrière
Bourdouxhe doorliep de jeugdopleiding van PSV, maar speelde hier nooit in het eerste team. De middenvelder werd in 2012 door de Eindhovense eredivisionist verhuurd aan stadgenoot FC Eindhoven dat hem een jaar later definitief overnam. Op 10 augustus 2012 debuteerde hij in het betaald voetbal tegen MVV Maastricht, waarbij hij direct scoorde.
Na afloop van zijn tweejarige contract werd Bourdouxhe vervolgens transfervrij overgenomen door VVV-Venlo dat hem vastlegde tot 2017 met een optie voor een extra jaar.
De multifunctionele speler slaagde er niet in een basisplaats te veroveren bij de Venlose eerstedivisionist die hem alweer na één seizoen liet vertrekken naar Helmond Sport. Daar tekende hij een contract voor twee seizoenen. Na twee seizoenen in Helmond vertrok hij naar FC Emmen, waar hij niet aan spelen toekwam. In april 2019 tekende hij daarom een contract voor twee jaar bij TOP Oss. In oktober 2020 ging hij naar FC Eindhoven. Bourdouxhe speelde er dat seizoen mee in 28 wedstrijden, zijn contract, dat afliep op 30 juni 2021, werd er echter niet verlengt.
In de voorbereiding van het seizoen 2021/22 mocht hij, als transfervrije speler, een testperiode afleggen bij het Belgische Royal Excel Moeskroen dat net gedegradeerd was uit de hoogste afdeling. Bourdouxhe wist er coach Enzo Scifo te overtuigen van zijn kwaliteiten wat er toe leidde dat hij op 11 augustus 2021 een éénjarig contract (met optie op nog één bijkomend seizoen) ondertekende bij de club. Na het faillissement van Excel Moeskroen tekende hij als transfervrije speler een tweejarig contract bij Rupel Boom FC. In de zomer van 2023 werd die overeenkomst voortijdig ontbonden en even later sloot Bourdouxhe aan bij KFC Turnhout. Een jaar later stapte hij over naar reeksgenoot KFC De Kempen waar hij slechts een half jaar verbleef. In de winter van 2025 ging de Belg weer in Nederland voetballen waar hij een contract tekende bij SV TEC tot het einde van het seizoen.

## Clubstatistieken
| 2012/13                               | PSV             | Eredivisie       | 0   | 0  | 0  | 0 | — | — | 0   | 0  |
| 2012/13                               | FC Eindhoven    | Eerste divisie   | 11  | 3  | 1  | 0 | — | — | 12  | 3  |
| 2013/14                               | FC Eindhoven    | Eerste divisie   | 31  | 3  | 2  | 0 | 2 | 0 | 35  | 3  |
| 2014/15                               | FC Eindhoven    | Eerste divisie   | 35  | 2  | 1  | 0 | 0 | 0 | 36  | 2  |
| 2015/16                               | VVV-Venlo       | Eerste divisie   | 15  | 0  | 1  | 0 | 0 | 0 | 16  | 0  |
| 2016/17                               | Helmond Sport   | Eerste divisie   | 21  | 2  | 1  | 0 | 4 | 0 | 26  | 2  |
| 2017/18                               | Helmond Sport   | Eerste divisie   | 38  | 1  | 1  | 0 | — | — | 39  | 1  |
| 2018/19                               | FC Emmen        | Eredivisie       | 0   | 0  | 1  | 0 | — | — | 1   | 0  |
| 2019/20                               | TOP Oss         | Eerste divisie   | 6   | 0  | 0  | 0 | — | — | 6   | 0  |
| 2020/21                               | FC Eindhoven    | Eerste divisie   | 28  | 0  | 1  | 0 | — | — | 29  | 0  |
| 2021/22                               | Excel Moeskroen | Eerste klasse B  | 18  | 0  | 2  | 0 | — | — | 20  | 0  |
| 2022/23                               | Rupel Boom FC   | Eerste nationale | 32  | 3  | 3  | 0 | — | — | 35  | 3  |
| 2023/24                               | KFC Turnhout    | Derde afdeling   | 30  | 2  | 1  | 0 | — | — | 31  | 2  |
| 2024/25                               | KFC De Kempen   | Derde afdeling   | 13  | 1  | 1  | 0 | — | — | 14  | 1  |
| 2024/25                               | SV TEC          | Derde divisie A  | 3   | 0  | 0  | 0 | — | — | 3   | 0  |
| Totaal                                | Totaal          | Totaal           | 281 | 17 | 16 | 0 | 6 | 0 | 303 | 17 |
| Bijgewerkt tot en met 7 februari 2025 |                 |                  |     |    |    |   |   |   |     |    |